# Karneia
Pour les articles homonymes, voir Carneia.
Les Karneia (en grec ancien τὰ Κάρνεια) sont des festivités religieuses données en l'honneur d'Apollon. En français, on peut parler de Carnéennes ou Carnéiennes.  
Festivités agraires et militaires, elles sont connues pour de nombreuses cités doriennes  : Sparte  (en l'honneur d'Apollon Karneios « protecteur du bétail »), à Árgos, Cos, Cyrène (Libye), Théra (mer Égée), à Métaponte et peut-être aussi à Thourioï (Grande Grèce). Les sources qui nous informent sur les Karneia sont principalement les grammairiens Hésychios d'Alexandrie, Athénée, Plutarque et des inscriptions archéologiques.

## À Sparte

### Origines
Les Karneia sont une fête de fin d'année chez les Spartiates, qui reprend, en fait, une fête de l'époque mycénienne. Elles sont ainsi millénaires. Elles précèdent l'arrivée des Doriens à Sparte, quand les Achéens dominaient déjà la cité. 

### Significations

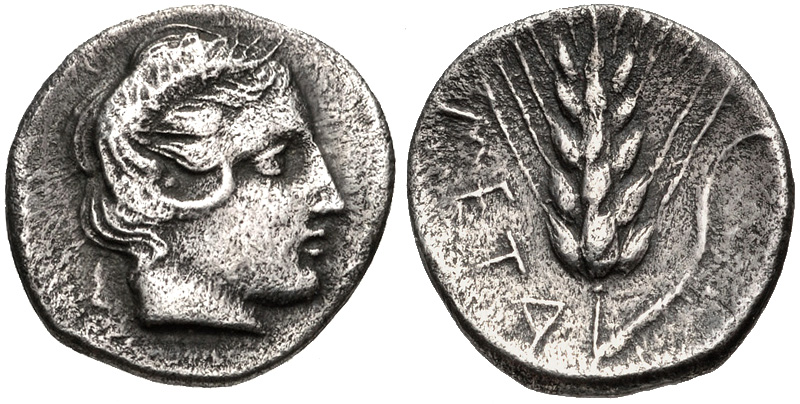
Apollon avec des cornes, Apollo Karneios, 430-400 avant notre ère.

Elles marquent la fin d'un cycle, associé aux vendanges et à la fin de la belle saison (été), et annoncent la mauvaise saison (hiver). Elles célèbrent la fin de l'été, la période du soleil, où Apollon règne, pour laisser place à l'hiver saison où Dionysos est honoré. 
Étymologiquement, Karnos est le bouc, le bélier, qui rappelle la figure de Dionysos, mais la fête est bien faite pour Apollon ; elle marque la passation de pouvoir entre les deux divinités.Les Spartiates, superstitieux, veulent ainsi manifester la crainte et le respect qu'ils ont pour ces deux dieux. 
Mythologiquement, Karnos (aussi appelé Krios) était le nom d'un Dorien d'Acarnanie tué par Ippotès (un autre Dorien). C'était un devin d'Apollon réputé et il guidait les Doriens en route vers le Péloponnèse. Une fois mort, son meurtrier est banni, lui-même est remplacé par Oxylos, un homme à trois yeux, qui guide alors les Doriens vers Sparte. Pour expier leur faute et rendre hommage à Karnos, les survivants érigent un festival à sa divinité (Apollon). Les Karneia sont une des fêtes les plus importantes pour les Spartiates, avec les Hyacinthies (qui marquent le début de l'été). 
Une autre explication mythologique remonterait à la guerre de Troie : les Spartiates, ayant coupé des arbres sacrés d'Apollon pour construire le cheval de Troie, auraient expié cette faute en organisant ce festival. Karneia viendrait de Craneia qui était le nom des arbres en question, des cornouillers.

### Datation
Elles commencent le 7 du mois de karneion à Cyrène (Plutarque 717D). Karneion étant l'avant-dernier mois du calendrier à Syracuse (calendrier dorien qui commence et finit avec l'équinoxe d'automne), qui correspond au mois athénien Metageitnion, cela les place généralement au mois d'août. Elles ont souvent lieu en même temps que les Jeux olympiques.

### Description
Elles durent 9 jours. Ce sont les plus importantes fêtes spartiates. Elles interrompent toutes les autres activités ; ainsi, ce sont les Karneia qui retardèrent l'arrivée des Spartiates à Marathon, et celle des renforts aux Thermopyles. C'est une fête de nature militaire et d'un aspect archaïque, un peu comme les Boédromies de Thèbes. Neuf tentes de feuillage sont dressées dans la cité ; elles semblent correspondre à neuf tribus anciennes. Dans chacune des tentes, tous les ans, neuf personnes, appartenant à trois phratries, mangent et dorment sous le commandement d'un héraut. Un radeau portant la statue d'Apollon Karnien et orné de guirlandes est porté dans toute la cité, en souvenir du bateau sur lequel les Héraclides sont passés de Naupacte au Péloponnèse, par le golfe de Corinthe.
Les Karneia présentent aussi un aspect agraire, qui se traduit dans le rituel de la course-poursuite où un porteur de bandelettes doit être rattrapé par cinq Karnéates (Καρνεᾶται), porteurs de grappes de raisin : c'est la course dite des Staphylodromes (σταφυλοδρόμοι). L'un de ces Karnéates, couronné de bandelettes, prononce des vœux de bénédiction pour la cité et part en avant ; si ses poursuivants l'atteignent, le souhait va se réaliser. Ces Karnéates sont également chargés d'assister le prêtre conduisant les sacrifices pendant les Karneia, appelé Ἀγητής / Agêtês, d'où le nom parfois utilisé d'« Agétories » pour désigner les festivités. Les Karnéates sont tirés au sort parmi les célibataires de moins de 30 ans, et pendant cette période, ils ne sont pas autorisés à se marier.
Enfin, les Karneia sont le théâtre de danses de jeunes gens, et de concours musicaux. Selon la tradition, c'est Terpandre qui gagne le premier concours de musique, et ses élèves par la suite s'y distinguent particulièrement. 

## À Cyrène
Le festival des Karneia y est particulièrement bien connu par un poème de Callimaque et les vers de Pindare. Ainsi, Callimaque (Hymne à Apollon) : « IÉ, IÉ, Carnéien, dieu tant prié, tes autels se chargent au printemps de toutes les fleurs que font naître les Heures sous le souffle de rosée du Zéphyre[Lequel ?], et en hiver du safran odorant (...) L'allégresse de Phoibos fut grande, quand les hommes d'Enyo, les porte-ceinturons, dansèrent avec les blondes filles de Libye, au temps des fêtes Carnéiennes ». Et, Pindare écrit dans la cinquième de ses Pythiques : « C'est d'eux [les Héraclides], ô Apollon, que nous sont venues tes fêtes carnéennes et les festins au milieu desquels nous célébrons l'opulente Cyrène, où jadis se réfugièrent les Troyens, fils d'Anténor. Après avoir vu Ilion réduit en cendres par le flambeau de la guerre, ce peuple valeureux y aborda avec Hélène ; il y fut admis aux festins sacrés et reçut les dons de l'hospitalité de la main des héros qu'Aristote (Battos Ier) y avait conduits sur ses nefs légères à travers les flots tumultueux des mers. (...) Maintenant donc, ô Arcésilas ! fais retentir au milieu des chœurs des jeunes Cyrénéens les louanges du dieu dont les rayons dorés vivifient le monde ».

#### Ouvrages généraux
- Edmond Lévy, Sparte : histoire politique et sociale jusqu’à la conquête romaine, Paris, Seuil, coll. « Points Histoire », 2003 (ISBN 2-02-032453-9) ;
- (en) William Wayte et G.E. Marindin, A Dictionary of Greek and Roman Antiquities, éditions William Smith, 1890.

#### Ouvrages spécialisés
- (en) Michael Pettersson, Cults of Apollo at Sparta : The Hyakinthia, the Gymnopaidiai, and the Karneia,  Paul Astroms Forlag, Stockholm, 1992  (ISBN 91-7916-027-1) ;
- Nicolas Richer, Les Karneia et la date de la bataille de Salamine, ABSA 2006.